# Cherubijn

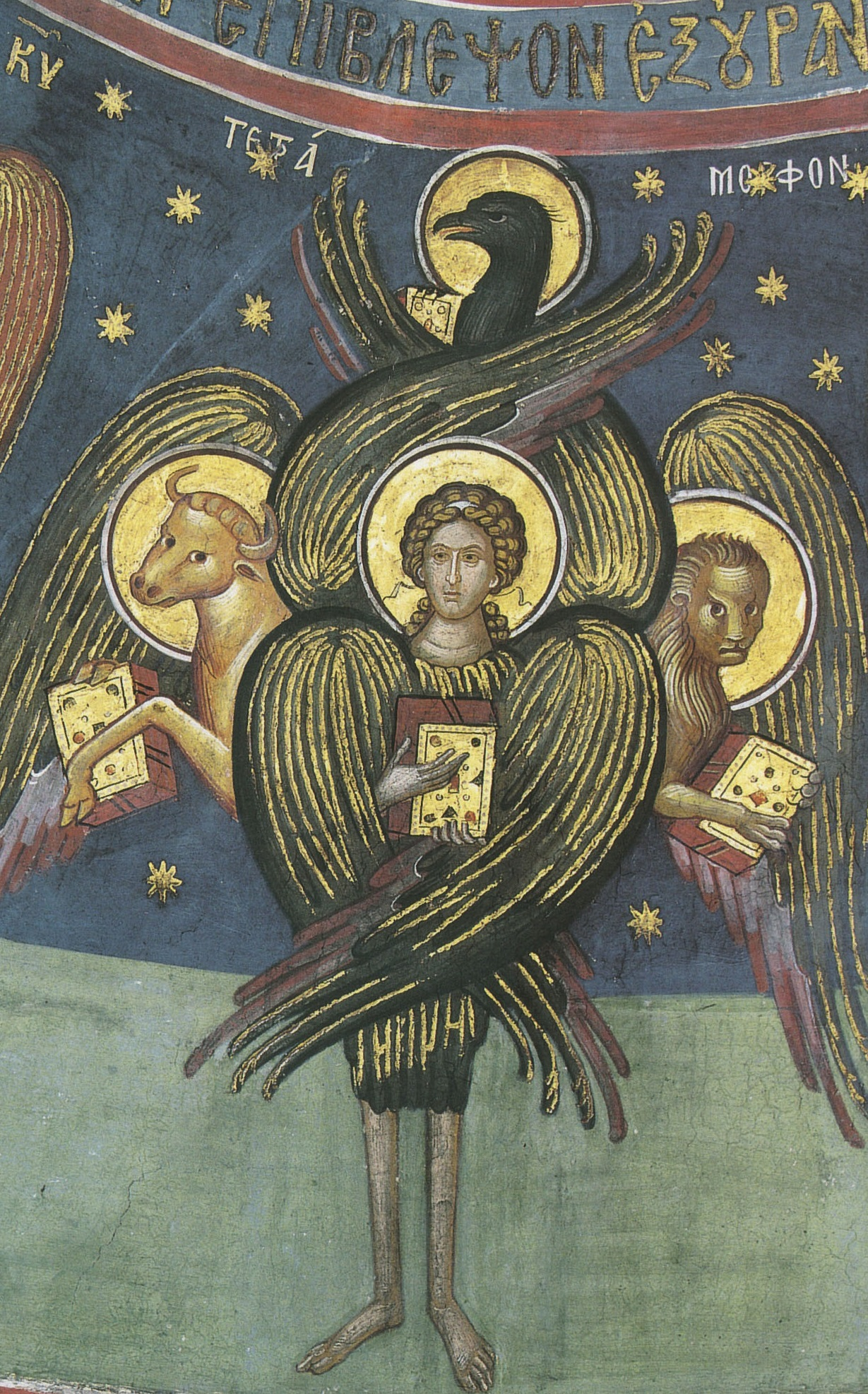
Een cherub volgens de traditioneel-christelijke iconografie.

Een cherub, cherubim, cherubijn of kerub is een mythisch wezen dat is samengesteld uit een combinatie van verschillende andere levensvormen, vaak een gevleugelde leeuw, adelaar of stier met een mensengezicht, vergelijkbaar met de Egyptische of Griekse sfinx en de Mesopotamische karibu. Cherubs komen 91 keer voor in de Hebreeuwse Bijbel. Ezechiël 41:18 beschrijft een cherub met twee gezichten, van een leeuw en van een mens.
Met de combinatie van lichaamsdelen van mensen en dieren werden de eraan verbonden eigenschappen, functies en betekenissen verenigd in één wezen en duidden hiermee een bovenmenselijke macht en kracht aan. In het antieke Oosten hadden cherubs twee functies: een bewakende of beschermende functie (zo beschermden zij vaak een levensboom, wereldboom of andere sacrale boom) en een draagfunctie (bijvoorbeeld het dragen van een godheid of het bouwen van de troon). Beide functies komen terug in de Hebreeuwse Bijbel.
Sinds Pseudo-Dionysius worden cherubs in het christendom geïnterpreteerd als een type engel, behorend tot de middelste orde in de hoogste sfeer of koor van de engelen, ondergeschikt aan de serafs gevolgd door de tronen. In de meeste christelijke afbeeldingen van cherubs verschillen ze niet van gewone engelen en worden ze afgebeeld als mensen met vleugels. Incidenteel worden ze tetramorf afgebeeld, zoals in een 5e- of 6e-eeuwse mozaïek in de Kerk van Osios David in Thessaloniki.

## Etymologie
De etymologie van het Hebreeuwse כְּרוּב kәrûv, dat 91 keer in de Hebreeuwse Bijbel voorkomt, is omstreden. Vermoed wordt dat het werd afgeleid van het akkadische karābu, "wijden", "groeten", "zegenen", maar ook het woord kāribu, "genius" zou eraan ten grondslag kunnen liggen. In de Septuagint en in het Nieuwe Testament wordt het als χερουβίν cheroubín weergegeven.

## Weergave
Afbeeldingen van cherubs verschenen in Syrisch-Palestina op diverse dragers. Zegelstempels, bewerkt ivoor en stenen reliëfs beeldden het motief op verschillende manieren af, maar grepen alle terug op de belangrijkste functie: ze flankeren en bewaken een levensboom. Cherubs worden ook afgebeeld in troonafbeeldingen en dragen dan de troon van de koning of god-koning, waardoor zijn numineuze macht werd ondersteund.

## Cherubs in de Hebreeuwse Bijbel
De Hebreeuwse Bijbel kent meerdere cherub-concepten. Opvallend is dat er zowel in enkelvoud als in meervoud over cherubs wordt gesproken.

### Cherubs als wachters
Cherubs bewaken – zoals de wachters of genii bij de ingang van Assyrische en Babylonische paleizen – de weg naar de levensboom in de Hof van Eden (meervoud) (Genesis 3:24) of toegang tot Gods heilige berg (enkelvoud) (Ezechiël 28:14,16).

### Cherubs als rijdier van JHWH
In 2 Samuel 22:11 en Psalm 18:11 fungeert de cherub (enkelvoud!) als rijdier van JHWH in samenhang met zijn theofanie. Hier is vooral de beschrijving met vleugels belangrijk, want ze onderstrepen de mobiliteit van JHWH.

### Cherubs in de tempel van Salomo
Tot de versiering van het interieur van de tempel van Salomo behoorden volgens 1 Koningen 6:23-28 twee cherubs van 10 el hoog (ongeveer 5 meter) uitgesneden uit hout van de aleppo-den en daarna verguld. Ze stonden naast elkaar met hun gezicht naar voren en beeldden met hun vleugels de troon van JHWH uit. De binnenste vleugels vormden het zitgedeelte, de buitenste vleugels de armleuningen.
Bovendien waren alle wanden en deuren van de tempel en de ketelwagen versierd met afbeeldingen van cherubs, palmetten en bloemenranken (1 Koningen 6:29,32,35 en 7:29,36). Zoals vaak in afbeeldingen in het antieke Oosten flankeerden de cherubs in deze versiering waarschijnlijk de palmetten. Deze compositie symboliseerde de macht en het ambtsgebied van JHWH. "Omdat aan de door cherubs ... geflankeerde boom ook de voorstelling van de wereldboom is verbonden, wijst de door cherubs geflankeerde boom ook op de universele macht van degene die op de troon van cherubs zit."

### JHWH die op de cherubs troont
Het predicaat van JHWH als jošev hakkәrûvîm, "cherubtroner" (1 Samuel 4:4; 2 Samuel 6:2 = 1 Kronieken 13:6; 2 Koningen 19:15 = Jesaja 37:16; Psalm 80:2; Psalm 99:1) stamde oorspronkelijk uit de cultustraditie van Jeruzalem en werd pas achteraf verbonden met de in Silo verankerde noordisraëlitische traditie van de ark van het verbond. Ze heeft rechtstreeks betrekking op de cherubtroon van JHWH in de tempel van Salomo, een verband zoals bijvoorbeeld blijkt uit Psalm 99:1b,2a, waar JHWH "de cherubtroner" wordt geïdentificeerd met de op Zion wonende God. Het koningschap van JHWH en zijn troon op de cherubs horen onafscheidelijk bij elkaar, zoals uit het synonieme parallellisme van Psalm 99:1 blijkt. In 2 Koningen 19:15 wordt de titel met de voorstelling van JHWH als koning en schepper verbonden.  Hier en in Psalm 80:2 wordt tot de "cherubtroner" een bede om hulp en bescherming gericht.

### Cherubs en de ark van het verbond

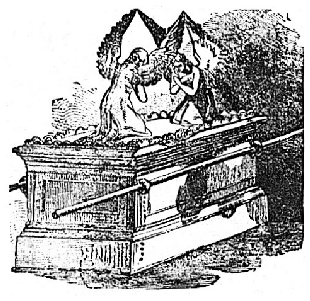
Laat-christelijke (20e eeuw) weergave van twee cherubijnen op het verzoendeksel van de Ark van het Verbond. In vrijwel alle christelijke afbeeldingen worden de cherubs als engelen afgebeeld.

Door het plaatsen van de ark van het verbond in de tempel in Jeruzalem onder toezicht van de oudsten van Israël, dat wil zeggen de vertegenwoordigers van het noordelijke koninkrijk Israël (1 Koningen 8:2), "onder de vleugels van de cherubs" (1 Koningen 8:6) tijdens de regering van Salomo werden twee cultussymbolen in de tempel samengebracht die oorspronkelijk niets met elkaar te maken hadden: "de op Kanaänitische invloeden teruggrijpende cherubs en de met oud-Israëlitische tradities verbonden ark". Beide cultussymbolen staan voor de (onzichtbare) tegenwoordigheid van JHWH en symboliseren zo de nabijheid van God. 
Nadat David de ark al van Kirjath-Jearim naar Jeruzalem had gebracht, om het belang van Jeruzalem voor de noordelijke stammen te vergroten, onderstreepte de plaatsing in het Allerheiligste van de tempel van Jeruzalem "onder de vleugels van de cherubs" de voltooiing van het sacrale verbond tussen beide rijksdelen en daarmee de verknoping van de Jeruzalemse Zionstheologie met de religieuze tradities van het noordelijke rijk. Daarmee werd op sacraal gebied bereikt wat politiek al gebeurd was, namelijk de vereniging van het noordelijke en zuidelijke rijk onder één koning. "Met het plaatsen van de Ark werd de tempel een gemeenschappelijk heiligdom."

### Cherubs in Ezechiël
In Ezechiël worden verschillende voorstellingen van cherubs aangetroffen: Ezechiël 9:3 en 10:2,4 noemt een cherub "drager van de heerlijkheid van Jahwe en wachter bij de verlaten tempel". In Ezechiël 10:1,18-22 en 11:22 daarentegen wordt met de cherubs (meervoud), die met het hemelse wezen uit Ezechiël 1-3 worden verbonden, de voorstelling van een troonwagen verbonden, waarop de heerlijkheid van JHWH de tempel verlaat. Ezechiël 41:18 beschrijft een cherub met twee gezichten, van een leeuw en van een mens.

### Cherubs in de Priestercodex
Uit de Priestercodex komt een ander concept van de cherubs naar voren. De cherubs staan hier niet meer parallel naast elkaar zoals in de tempel van Salomo, maar hebben hun gezicht naar elkaar toe. Hun vleugels beeldden geen troon meer uit, maar hadden louter een beschermende functie voor de "verzoeningsplaat" (כפרת kapporæt), de gouden plaat op de ark van het verbond, die de plaats van de meest intense nabijheid van God voorstelde (Exodus 25:18-22; 37:7-9; vergelijk Numeri 7:89). De door de cherubs beschermde verzoeningsplaat was de heilige ontmoetingsplaats van God, die door zijn verbinding met de ark beweeglijk was en daarmee voor het eerst mogelijk maakte dat JHWH te midden Israël woonde.
Cherubs duiken ook op in de beschrijving van de tabernakel. In Exodus 26:1 (vergelijk Exodus 36:8) worden ze genoemd in samenhang met de banen tentstof die het heiligdom afschermden. Deze banen schenen niets anders "dan samengeweven cherubim" te zijn, ze werden zelfs "als" cherubs gemaakt, dat wil zeggen ze zouden een afgrenzende en beschermende functie hebben. Ook het voorhangsel (Exodus 26:31; 36:35), een soort dekzeil, dat binnen in de tent het Heilige van het Allerheiligste scheidde, moest in deze functie "als" cherubs worden vervaardigd.

## Cherubs in het Nieuwe Testament
In het Nieuwe Testament worden cherubs alleen in Hebreeën 9:5 genoemd. Ze bevinden zich in het op de Priestercodex gebaseerde beschrijving van het aardse tentheiligdom. De cherubs zijn een "teken van Gods majesteit, zij bedekken de verzoeningsplaat met hun schaduw."
Er is geen consensus welke niet verder aangeduide wezens de Trisagion in Openbaring 4:7,8 uitspreken. De omschrijving van hun uiterlijk in vers 7 duidt op cherubs, maar hun zes vleugels in vers 8 op serafim.

## Ander gebruik van de term
- In de kunst heet een mollig kinderfiguurtje (putto) met vleugels cherubijntje.